# Vaux-sur-Aure

Vaux-sur-Aure este o comună în departamentul Calvados, Franța. În 1 ianuarie 2022 avea o populație de 284 de locuitori.